# Antoni Sobik
Antoni Sobik, né le 17 janvier 1905 à Gotartowice et mort le 23 juin 1994 à Katowice, est un escrimeur polonais, pratiquant les trois armes.

## Palmarès

### Jeux olympiques
- 1948 à Londres, Royaume-Uni
  - Participation
- 1936 à Berlin, Allemagne
  - Participation

### Championnats de Pologne
- Individuel entre 1936 et 1949:
  - 3  Champion de Pologne de fleuret
  - 1  Champion de Pologne d'épée
  - 4  Champion de Pologne de sabre
- par équipes entre 1935 et 1950: 
  - 1  Champion de Pologne de fleuret par équipes
  - 2  Champion de Pologne d'épée par équipes
  - 4  Champion de Pologne de sabre par équipes